# Duslo
Duslo, a.s. je slovenská chemická firma se sídlem v Šaľe, která patří do českého holdingu Agrofert. Společnost se zabývá především produkcí průmyslových hnojiv, gumárenských chemikálií, disperzí, lepidel a výrobků hořčíkové chemie. Název společnosti vznikl ze spojení slov DUsikáreň a SLOvensko.

## Historie
S ohledem na požadavky rozvoje zemědělství rozhodlo v roce 1955 Ministerstvo chemického průmyslu v Praze o výstavbě závodu na výrobu asi jednoho milionu tun dusíkatých hnojiv ročně. Jako území vhodné pro výstavbu továrny bylo zvoleno jihozápadní Slovensko a z několika možných lokalit bylo vybráno umístění v katastru obce Sládečkovce (nyní Močenok) a železniční vlečka bude napojena do stanice Trnovec nad Váhom na trati z Bratislavy do Štúrova. V názvu podniku však zůstalo blízké město Šaľa.
Továrna vznikla v rámci národního podniku Chemické závody Juraja Dimitrova, n.p. Bratislava jako závod 
Dusikáreň Šaľa. Slavnostní výkop první etapy stavby proběhl 7. září 1958 a v rámci této fáze výstavby vznikly provozy výroby čpavku, dusičnanu amonného s dolomitem, kyseliny dusičné, technických plynů a chloroprenového kaučuku.